# 黒田内閣
黒田内閣（くろだないかく）は、農商務大臣で陸軍中将・伯爵の黒田清隆が第2代内閣総理大臣に任命され、1888年（明治21年）4月30日から1889年（明治22年）10月25日まで続いた日本の内閣。
本項では、黒田の総理辞任後2か月間にわたって在任した内大臣で公爵の三条実美を首班とする三条暫定内閣（さんじょうざんていないかく）についても解説する。三条暫定内閣は、1889年（明治22年）10月25日から同年12月24日まで続いた。

## 内閣の顔ぶれ・人事

### 国務大臣

#### 黒田内閣
1888年（明治21年）4月30日任命。在職日数544日。
| 職名 | 代 | 氏名       | 氏名     | 出身等                          | 特命事項等                | 備考                              |
| --- | -- | ---------- | -------- | ------------------------------- | ------------------------- | --------------------------------- |
| 内閣総理大臣 | 2  | 黒田清隆   |          | 旧薩摩藩 陸軍中将 伯爵          |                           | 転任                              |
| 外務大臣 | 7  | 大隈重信   |          | 旧肥前藩 伯爵                   |                           | 留任                              |
| 内務大臣 | 1  | 山縣有朋   |          | 旧長州藩 陸軍中将 伯爵          |                           | 留任 1888年11月19日欧州諸国巡廻   |
| 内務大臣 | -  | 松方正義   |          | 旧薩摩藩 伯爵                   | 臨時兼任 （大蔵大臣兼任） | 1888年12月3日兼 1889年10月3日免兼 |
| 大蔵大臣 | 1  | 松方正義   |          | 旧薩摩藩 伯爵                   | 内務大臣臨時兼任          | 留任                              |
| 陸軍大臣 | 1  | 大山巌     |          | 旧薩摩藩 陸軍中将 伯爵          | 文部大臣臨時兼任          | 留任                              |
| 海軍大臣 | 1  | 西郷従道   |          | 旧薩摩藩 海軍中将 陸軍中将 伯爵 |                           | 留任                              |
| 司法大臣 | 1  | 山田顕義   |          | 旧長州藩 陸軍中将 伯爵          |                           | 留任                              |
| 文部大臣 | 1  | 森有礼     |          | 旧薩摩藩 子爵                   |                           | 留任 1889年2月12日死亡欠缺        |
| 文部大臣 | -  | （欠員）   | （欠員） | （欠員）                        | （欠員）                  | 1889年2月16日まで                 |
| 文部大臣 | -  | 大山巌     |          | 旧薩摩藩 陸軍中将 伯爵          | 臨時兼任 （陸軍大臣兼任） | 1889年2月16日兼 1889年3月22日免兼 |
| 文部大臣 | 2  | 榎本武揚   |          | 旧幕臣 海軍中将 子爵            |                           | 転任 1889年3月22日任              |
| 農商務大臣 | -  | 榎本武揚   |          | 旧幕臣 海軍中将 子爵            | 臨時兼任 （逓信大臣兼任） | 1888年7月25日免兼                 |
| 農商務大臣 | 4  | 井上馨     |          | 旧長州藩 伯爵                   |                           | 1888年7月25日任                   |
| 逓信大臣 | 1  | 榎本武揚   |          | 旧幕臣 海軍中将 子爵            | 農商務大臣臨時兼任        | 留任 1889年3月22日免              |
| 逓信大臣 | 2  | 後藤象二郎 |          | 旧土佐藩 伯爵                   |                           | 初入閣 1889年3月22日任            |
| 班列 | -  | 伊藤博文   |          | 旧長州藩 伯爵                   | 枢密院議長                | 転任                              |
| 1. 辞令のある留任は個別の代として記載し、辞令のない留任は記載しない。 2. 臨時代理は、大臣空位の場合のみ記載し、海外出張時等の一時不在代理は記載しない。 3. 代数は、臨時兼任・臨時代理を数えず、兼任・兼務は数える。 |    |            |          |                                 |                           |                                   |

#### 三条暫定内閣
1889年（明治22年）10月25日任命。在職日数61日。
| 職名 | 代 | 氏名       | 氏名     | 出身等                          | 特命事項等 | 備考                  |
| --- | -- | ---------- | -------- | ------------------------------- | ---------- | --------------------- |
| 内閣総理大臣 | -  | 三条実美   |          | 旧公家 公爵                     | 内大臣     | 初入閣                |
| 外務大臣 | 7  | 大隈重信   |          | 旧肥前藩 伯爵                   |            | 留任                  |
| 内務大臣 | 1  | 山縣有朋   |          | 旧長州藩 陸軍中将 伯爵          |            | 留任                  |
| 大蔵大臣 | 1  | 松方正義   |          | 旧薩摩藩 伯爵                   |            | 留任                  |
| 陸軍大臣 | 1  | 大山巌     |          | 旧薩摩藩 陸軍中将 伯爵          |            | 留任                  |
| 海軍大臣 | 1  | 西郷従道   |          | 旧薩摩藩 海軍中将 陸軍中将 伯爵 |            | 留任                  |
| 司法大臣 | 1  | 山田顕義   |          | 旧長州藩 陸軍中将 伯爵          |            | 留任                  |
| 文部大臣 | 2  | 榎本武揚   |          | 旧幕臣 海軍中将 子爵            |            | 留任                  |
| 農商務大臣 | 4  | 井上馨     |          | 旧長州藩 伯爵                   |            | 留任 1889年12月23日免 |
| 農商務大臣 | -  | （欠員）   | （欠員） | （欠員）                        | （欠員）   | 1889年12月24日まで    |
| 逓信大臣 | 2  | 後藤象二郎 |          | 旧土佐藩 伯爵                   |            | 留任                  |
| 班列 | -  | 伊藤博文   |          | 旧長州藩 伯爵                   | 枢密院議長 | 留任 1889年10月30日免 |
| 1. 辞令のある留任は個別の代として記載し、辞令のない留任は記載しない。 2. 臨時代理は、大臣空位の場合のみ記載し、海外出張時等の一時不在代理は記載しない。 3. 代数は、臨時兼任・臨時代理を数えず、兼任・兼務は数える。 |    |            |          |                                 |            |                       |

### 内閣書記官長・法制局長官
1888年（明治21年）5月28日任命。
| 職名 | 代 | 氏名     | 氏名 | 出身等   | 特命事項等 | 備考 |
| --- | -- | -------- | ---- | -------- | ---------- | ---- |
| 内閣書記官長 | 2  | 小牧昌業 |      | 旧薩摩藩 |            |      |
| 法制局長官 | 2  | 井上毅   |      | 旧肥後藩 |            | 留任 |
| 1. 辞令のある留任は個別の代として記載し、辞令のない留任は記載しない。 2. 臨時代理は、空位の場合のみ記載し、海外出張時等の一時不在代理は記載しない。 3. 代数は、臨時兼任・臨時代理を数えず、兼任・兼務は数える。 |    |          |      |          |            |      |

## 勢力早見表
※ 内閣発足当初（前内閣の事務引継は除く）。
| 出身藩閥     | 国務大臣 | その他         |
| ------------ | -------- | -------------- |
| 旧公家       | 0        |                |
| 旧薩摩藩     | 5        |                |
| 旧長州藩     | 3        |                |
| 旧土佐藩     | 0        | 内閣書記官長   |
| 旧肥前藩     | 1        |                |
| 旧幕臣       | 1        | 国務大臣のべ2  |
| その他の旧藩 | 0        | 法制局長官     |
| -            | 10       | 国務大臣のべ11 |

## 内閣の動き

### 黒田内閣
伊藤博文は大日本帝国憲法の制定に専念するため総理を辞して初代枢密院議長に転じることになり、後任には薩摩閥の中心的存在のひとりで農商務大臣として閣内にあった黒田清隆を推奏した。黒田は自分が務めていた農商務大臣を逓信大臣の榎本武揚に兼務させたほかは、全閣僚を留任させて新内閣を発足させた（農商務大臣には後に井上馨を専任）。
黒田内閣の役目は、憲法制定と議会開設によって再燃が予想された自由民権運動に対する取締り強化と、欧米列強との間に交わされたままとなっていた不平等条約の改正を実現することであった。
大日本帝国憲法、衆議院議員選挙法が公布された翌日（1889年（明治22年）2月12日）、黒田は鹿鳴館で開催された午餐会の席上において「超然主義演説」を行って政党との徹底対決の姿勢を示したが、その一方で立憲改進党前総裁（実質は党首）で外務大臣の大隈重信を留任させて条約改正の任にあたらせた。また文部大臣の森有礼の暗殺後、榎本武揚が文部大臣に移動して空席となった逓信大臣には、大同団結運動の主唱者であった後藤象二郎を充てて、同運動を骨抜きにすることで自由民権諸派の団結を阻止した。また条約改正の分野でも、メキシコとの間に平等条約である日墨修好通商条約を締結することに成功、列強との条約改正交渉も順調に行くかに見えた。
しかし外務省が用意した改正草案に妥協案として「外国人裁判官の任用」の条項が含まれていたことが明らかになると、蜂の巣を突いたような大騒動となった。一旦解体したはずの大同団結運動が今度は板垣退助を擁して再燃し、政府内からも山縣有朋・後藤象二郎・伊藤博文・井上馨らが妥協案に反対する意志を示した。黒田は大隈を擁護したが、条約改正交渉は中断に追い込まれた。そこへ来て10月18日には、馬車で外相官邸に入ろうとした大隈に国家主義団体玄洋社団員来島恒喜が爆烈弾を投げつけ、大隈が右脚切断の重傷を負うという椿事が発生した。進退窮まった黒田は1週間後の25日、大隈を除く全閣僚の辞表を提出した。

### 三条暫定内閣
明治天皇は、黒田内閣全閣僚の辞表のうち黒田の辞表のみを受理して、他の閣僚には引き続きその任に当たることを命じるとともに、内大臣の三条実美に内閣総理大臣を兼任させて内閣を存続させた。このとき憲法はすでに公布されていたが、まだ施行はされていなかった。諸制度の運用に関しては天皇の裁量が許容された時代だった。
三条は1868年（明治元年）に太政官制が導入されて以来、そして1871年（明治4年）に太政大臣に就任して以来、実権はさておき名目上は常に明治新政府の首班として諸事万端を整えることに努めてきたが、伊藤博文の主導する内閣制度の導入によってこれに終止符が打たれたのはこの4年前のことだった。伊藤が内閣総理大臣に就任したことにともない、三条は内大臣として宮中にまわり、以後は天皇の側近としてこれを「常侍輔弼」することになったのだが、そもそも内大臣府は三条処遇のために創られた名誉職であり、実際は彼を二階へあげて梯子を外したも同然だった。さすがの明治天皇もこれを気の毒に思っていたのである。
天皇が三条に下した命は「臨時兼任」ではなく「兼任」であった。三条は総理大臣の職権の強さが条約改正交渉問題の混乱を招いたとして、内閣職権を内閣官制に改めた。天皇が次の山縣有朋に組閣の大命を下したのは実に2か月も経った同年12月24日のことだった。そのため、この期間はひとつの内閣が存在したものとして、これを「三条暫定内閣」と呼ぶことになった。
しかしやがて憲法が施行され、内閣総理大臣の「臨時兼任」や「臨時代理」が制度として定着すると、この三条による総理兼任の背後事情は次第に過去の特別な例外として扱われるようになった。今日ではこの2か月間に「内大臣の三条が内閣総理大臣を兼任していた」とはしながらも、それは「黒田内閣の延長」であって「三条は歴代の内閣総理大臣には含めない」とすることが時代の趨勢となっている（なお、明治天皇本人にも「西園寺公望の首相就任時に『公家から初めて首相が出た』と喜んでいた」という逸話がある）。